# Onthobium gutierrezi
Onthobium gutierrezi är en skalbaggsart som beskrevs av Renaud Maurice Adrien Paulian 1984. Onthobium gutierrezi ingår i släktet Onthobium och familjen bladhorningar.
Artens utbredningsområde är Nya Kaledonien. Inga underarter finns listade i Catalogue of Life.